# Municipio de Elk Creek (Nebraska)
El municipio de Elk Creek (en inglés: Elk Creek Township) es un municipio ubicado en el condado de Custer en el estado estadounidense de Nebraska. En el año 2010 tenía una población de 126 habitantes y una densidad poblacional de 0,51 personas por km².

## Geografía
El municipio de Elk Creek se encuentra ubicado en las coordenadas 41°6′31″N 99°19′32″O / 41.10861, -99.32556. Según la Oficina del Censo de los Estados Unidos, el municipio tiene una superficie total de 245.97 km², de la cual 245,92 km² corresponden a tierra firme y (0,02 %) 0,04 km² es agua.

## Demografía
Según el censo de 2010, había 126 personas residiendo en el municipio de Elk Creek. La densidad de población era de 0,51 hab./km². De los 126 habitantes, el municipio de Elk Creek estaba compuesto por el 100 % blancos. Del total de la población el 0 % eran hispanos o latinos de cualquier raza.